# Lista över koncentrationsläger i Nazityskland
Nazityskland hade före och under andra världskriget ett flertal typer av läger där oliktänkande och minoriteter internerades. Många av dessa läger kallades arbets- och disciplineringsläger, polisfångläger, uppsamlingsläger och liknande, och kan karakteriseras som koncentrationsläger. Men officiellt och rent formellt var det endast de läger som lydde under SS-myndigheten Inspektoratet för koncentrationslägren som hade beteckningen koncentrationsläger (KZ). Åren 1941-42 upprättades förintelselägren (även kallade utrotningsläger) Chelmno, Sobibor, Treblinka och Belzec; de var inte KZ-läger men lydde under SS. Ibland kallas även Maly Trostenets för förintelseläger. Lägren Auschwitz och Majdanek var både KZ-läger och förintelseläger. 

## Lista över läger
Följande lista är ett urval av tyska arbets-, uppsamlings- och koncentrationsläger. Förintelselägren är markerade med rosa medan koncentrationsläger (KZ)  är markerade med blått. 
| Lägrets namn                        | Land (idag)          | Typ av läger                                    | Verksamhetstid                                            | Uppskattat antal fångar | Uppskattat antal mördade    | Underläger               | Webbsida |  |
| ----------------------------------- | -------------------- | ----------------------------------------------- | --------------------------------------------------------- | ----------------------- | --------------------------- | ------------------------ | -------- |  |
| Arbeitsdorf                         | Tyskland             | underläger till Neuengamme och Sachsenhausen    | 8 april, 1942 - 11 oktober, 1942                          |                         | min. 600                    |                          |          |  |
| Auschwitz                           | Polen                | utrotnings- och koncentrationsläger             | april 1940 - januari 1945                                 | 4 000 000               | 1 100 000 - 1 500 000       | lista                    |          |  |
| Bełżec                              | Polen                | utrotningsläger                                 | mars 1942 - juni 1943                                     |                         | 600 000                     |                          |          |  |
| Bergen-Belsen                       | Tyskland             | koncentrationsläger                             | april 1943 - april 1945                                   |                         | 70.000                      |                          |          |  |
| Bredtvet                            | Norge                | interneringsläger                               | ?                                                         | ?                       | ?                           | ?                        |          |  |
| Breendonk                           | Belgien              | fängelse och arbetsläger                        | 20 september, 1940 - september 1944                       | min. 3532               | min. 391                    |                          |          |  |
| Breitenau                           | Tyskland             | arbetsläger                                     | juni 1933 - mars 1934, 1940 - 1945                        | 470 850                 |                             |                          |          |  |
| Buchenwald                          | Tyskland             | koncentrations- och arbetsläger                 | juli 1937 - april 1945                                    | 250 000                 | 56 000                      | lista                    |          |  |
| Compiègne (Royallieu)               | Frankrike            | interneringsläger                               | juni 1941 - augustil 1944                                 | ca 55 000               | (50 000 deporterade)        |                          |          |  |
| Chełmno                             | Polen                | utrotningsläger                                 | december 1941 - april 1943; april 1944 - januari 1945     |                         | 340 000                     |                          |          |  |
| Dachau                              | Tyskland             | koncentrations- och arbetsläger                 | mars 1933 - april 1945                                    | 200 000                 | min. 30 000                 | lista                    |          |  |
| Drancy                              | Frankrike            | internerings- och transitläger                  | 1940 - 1944                                               | ca 100 000              | deporterade (Auschwitz)     |                          |          |  |
| Falstad                             | Norge                | fängelseläger                                   | december 1941 - maj 1945                                  |                         | min. 200                    |                          |          |  |
| Flossenbürg                         | Tyskland             | arbetsläger                                     | maj 1938 - april 1945                                     | min. 100 000            | 30 000                      | lista                    |          |  |
| Grini                               | Norge                | fängelseläger                                   | december juni 14 1941 - maj 1945                          |                         | okänt                       |                          |          |  |
| Gross-Rosen                         | Polen                | arbetsläger                                     | augusti 1940 - februari 1945                              | 125 000                 | 40 000                      | lista                    |          |  |
| Hadamar                             | Tyskland             | utrotningsklinik                                | hösten 1939 - ??                                          |                         | 120 000                     |                          |          |  |
| Herzogenbusch                       | Nederländerna        | internerings- och uppsamlingsläger              | 1943-sommaren 1944                                        |                         |                             | lista                    |          |  |
| Hinzert                             | Tyskland             | underläger och interneringsläger                | juli 1940 - mars 1945                                     | 14 000                  | min. 302                    |                          |          |  |
| Kaufering/Landsberg                 | Tyskland             | arbetsläger                                     | juni 1943 - april 1945                                    | 30 000                  | min. 14 500                 |                          |          |  |
| Kauen (Kaunas)                      | Litauen              | getto och interneringsläger                     |                                                           |                         |                             | Prawienischken           |          |  |
| Klooga                              | Estland              | arbetsläger                                     | sommaren 1943 - september 28 1944                         |                         | 2 400                       |                          |          |  |
| Langenstein Zwieberge               | Tyskland             | underläger till Buchenwald                      | april 1944 - april 1945                                   | 5000                    | 2000                        |                          |          |  |
| Le Vernet                           | Frankrike            | interneringsläger                               | 1939 - 1944                                               |                         |                             |                          |          |  |
| Lwów, Janowskagatan (Lviv, Lemberg) | Ukraina              | arbetsläger                                     | september 1941 - november 1943                            |                         |                             |                          |          |  |
| Majdanek (KZ Lublin)                | Polen                | koncentrations-, krigsfång- och förintelseläger | augusti 1941 - 23 juli 1944                               | 150 000                 | 80 000                      |                          |          |  |
| Malchow                             | Tyskland             | underläger till Ravensbrück                     | - 8 maj, 1945                                             |                         |                             |                          |          |  |
| Maly Trostenets                     | Vitryssland          | utrotningsläger                                 | juli 1941 - juni 1944                                     |                         | 200 000 - 500 000           |                          |          |  |
| Mauthausen                          | Österrike            | koncentrations- och arbetsläger                 | augusti 1938 - maj 1945                                   | 195 000                 | min. 95 000                 | lista                    |          |  |
| Mittelbau-Dora                      | Tyskland             | koncentrations- och arbetsläger                 | september 1943 - april 1945                               | 60 000                  | min. 20 000                 | lista                    |          |  |
| Natzweiler-Struthof                 | Frankrike            | koncentrations- och arbetsläger                 | maj 1941 - september 1944                                 | 40 000                  | 25 000                      | lista                    |          |  |
| Neuengamme                          | Tyskland             | koncentrations- och arbetsläger                 | 13 december, 1938 - 4 maj, 1945                           | 106 000                 | 55 000                      | lista                    |          |  |
| Niederhagen                         | Tyskland             | underläger till Sachsenhausen                   | september 1941 - early 1943                               | 3 900                   | 1 285                       |                          |          |  |
| Oranienburg                         | Tyskland             | tidigt koncentrationsläger                      | mars 1933 - juli 1934                                     | 3 000                   | min. 16                     |                          |          |  |
| Osthofen                            | Tyskland             | tidigt koncentrationsläger                      | mars 1933 - juli 1934                                     |                         |                             |                          |          |  |
| Pithiviers                          | Frankrike            | transitläger                                    | 1940 - 1944                                               | okänt                   | deporterade (Auschwitz)     |                          |          |  |
| Płaszów                             | Polen                | koncentrations- och arbetsläger                 | december 1942 - januari 1945                              | min. 150 000            | min. 9 000                  | lista                    |          |  |
|                                     |                      |                                                 |                                                           |                         |                             |                          |          |  |
| Ravensbrück                         | Tyskland             | koncentrations- och arbetsläger                 | maj 1939 - april 1945                                     | 150 000                 | (min. 90 000)               | lista                    |          |  |
| Riga-Kaiserwald (Mežaparks)         | Lettland             | koncentrations- och arbetsläger                 | 1942 - 6 augusti, 1944                                    | 20 000?                 |                             | 16, inkl. Eleja-Meitenes |          |  |
| Risiera di San Sabba (Trieste)      | Italien              | interneringsläger                               | september 1943 - 29 april 1945                            |                         | 5000                        |                          |          |  |
| Sachsenhausen                       | Tyskland             | koncentrations- och arbetsläger                 | juli 1936 - april 1945                                    | min. 200 000            | (100 000)                   | lista                    |          |  |
| Sobibór                             | Polen                | utrotningsläger                                 | maj 1942 - oktober 1943                                   |                         | 250 000                     |                          |          |  |
| Stutthof                            | Polen                | koncentrations- och arbetsläger                 | september 1939 - maj 1945 från juni 1944 utrotningsläger. | 110 000                 | 65 000                      | lista                    |          |  |
| Lager Sylt, (Alderney)              | Kanalöarna           | arbetsläger                                     | mars 1943 - juni 1944                                     | 1000?                   | 460                         |                          |          |  |
| Theresienstadt (Terezín)            | Tjeckiska republiken | arbets-, uppsamlingsläger och getto             | november 1941 - maj 1945                                  | 140 000                 | 35 000 (87 000 deporterade) |                          |          |  |
| Treblinka                           | Polen                | utrotningsläger                                 | juli 1942 - november 1943                                 |                         | min. 800 000                |                          |          |  |
| Vaivara                             | Estland              | koncentrationsläger                             | 15 september 1943 - 29 februari 1944.                     | 20 000                  | ?                           | 22                       |          |  |
| Warszawa "Gesiówka"                 | Polen                | koncentrations- och arbetsläger                 | juli 1943 - augusti 1944                                  | ca 5 000                | okänt                       |                          |          |  |
| Westerbork                          | Nederländerna        | uppsamlingsläger                                | oktober 1939 - april 1945                                 | 102 000                 |                             |                          |          |  |